# Ceraeochrysa reducta
Ceraeochrysa reducta är en insektsart som först beskrevs av Banks 1944.  Ceraeochrysa reducta ingår i släktet Ceraeochrysa och familjen guldögonsländor. Inga underarter finns listade i Catalogue of Life.